# Robertsfors församling
Robertsfors församling var en församling i Luleå stift. Församlingen låg i Robertsfors kommun i Västerbottens län. Församlingen uppgick 2000 i Bygdeå församling.

## Administrativ historik
Församlingen bildades 1799 som Robertsfors bruksförsamling genom en utbrytning ur Bygdeå församling. 1 januari 1917 (enligt beslut den 19 december 1916) skulle Robertsfors bruksområde med kringliggande byar utgöra en särskild kapellförsamling, som skulle ha gemensam kyrklig ekonomi och gemensamt skolväsen med moderförsamlingen. Enligt beslut den 30 juni 1920 ålåg det komministern i Robertsfors att sköta kyrkobokföringen för Robertsfors kapellförsamling.
Församlingen var till 2000 annexförsamling i pastoratet Bygdeå och Robertsfors som till 1821 även omfattade Nysätra församling. Församlingen uppgick 1 januari 2000 i Bygdeå församling.

## Areal
Den första arealuppgiften för Robertsfors kapellförsamling är den från den 1 januari 1921 då församlingen omfattade en areal av 143,59 km², dock saknades siffran för arealen uppdelad för land och vatten. 1 januari 1931 var arealen 143,20 km², varav 141,70 km² land. Den 1 januari 1976 var arealen 142,9 km², varav 141,4 km² land.

## Befolkningsutveckling
| Befolkningsutvecklingen i Robertsfors församling 1805–1995 | Befolkningsutvecklingen i Robertsfors församling 1805–1995 | Befolkningsutvecklingen i Robertsfors församling 1805–1995 | Befolkningsutvecklingen i Robertsfors församling 1805–1995 | Befolkningsutvecklingen i Robertsfors församling 1805–1995 |
| --- | ---------------------------------------------------------- | ---------------------------------------------------------- | ---------------------------------------------------------- | ---------------------------------------------------------- |
| |                                                            |                                                            |                                                            |                                                            |
| År |                                                            |                                                            | Folkmängd                                                  |                                                            |
| 1805 | 1805                                                       |                                                            | 223                                                        |                                                            |
| 1810 | 1810                                                       |                                                            | 240                                                        |                                                            |
| 1820 | 1820                                                       |                                                            | 157                                                        |                                                            |
| 1840 | 1840                                                       |                                                            | 415                                                        |                                                            |
| 1850 | 1850                                                       |                                                            | 440                                                        |                                                            |
| 1860 | 1860                                                       |                                                            | 589                                                        |                                                            |
| 1870 | 1870                                                       |                                                            | 704                                                        |                                                            |
| 1880 | 1880                                                       |                                                            | 681                                                        |                                                            |
| 1890 | 1890                                                       |                                                            | 702                                                        |                                                            |
| 1900 | 1900                                                       |                                                            | 819                                                        |                                                            |
| 1910 | 1910                                                       |                                                            | 1 460                                                      |                                                            |
| 1920 | 1920                                                       |                                                            | 2 792                                                      |                                                            |
| 1930 | 1930                                                       |                                                            | 2 962                                                      |                                                            |
| 1935 | 1935                                                       |                                                            | 2 768                                                      |                                                            |
| 1940 | 1940                                                       |                                                            | 2 442                                                      |                                                            |
| 1945 | 1945                                                       |                                                            | 2 229                                                      |                                                            |
| 1950 | 1950                                                       |                                                            | 2 226                                                      |                                                            |
| 1955 | 1955                                                       |                                                            | 2 251                                                      |                                                            |
| 1960 | 1960                                                       |                                                            | 2 247                                                      |                                                            |
| 1965 | 1965                                                       |                                                            | 2 187                                                      |                                                            |
| 1970 | 1970                                                       |                                                            | 2 225                                                      |                                                            |
| 1975 | 1975                                                       |                                                            | 2 452                                                      |                                                            |
| 1980 | 1980                                                       |                                                            | 2 747                                                      |                                                            |
| 1985 | 1985                                                       |                                                            | 2 755                                                      |                                                            |
| 1990 | 1990                                                       |                                                            | 2 844                                                      |                                                            |
| 1995 | 1995                                                       |                                                            | 2 763                                                      |                                                            |
| Anm: Församlingens folkmängd ingick i siffran för Bygdeå år 1830. För åren 1805-1945: befolkning enligt folkräkning 31 december enligt den administrativa indelningen den 1 januari följande år. 1950 avser befolkning enligt folkräkning den 31 december enligt den administrativa indelningen den 1 januari 1952. 1960-1970 avser befolkning enligt folkräkning den 1 november enligt den administrativa indelningen den 1 januari följande år. För åren 1955 samt 1975-1990: kyrkobokförd befolkning 31 december enligt den administrativa indelningen den 1 januari följande år. För år 1995: folkbokförd befolkning 31 december enligt den administrativa indelningen den 1 januari följande år. |                                                            |                                                            |                                                            |                                                            |

## Komministrar
| Ämbetstid | Namn                  | Levnadstid | Övrigt                                      |
| --------- | --------------------- | ---------- | ------------------------------------------- |
| 1799–1814 | Jonas Widestedt       |            | Senare komminister i Burträsks församling.  |
| 1814–1823 | Gustaf Kock           |            | Senare komminister i Älvsby församling.     |
| 1824–1827 | Erik Anders Nygren    |            | Senare komminister i Bygdeå församling.     |
| 1827–1845 | Olof Daniel Genberg   |            | Senare kyrkoherde i Tuna-Attmar församling. |
| 1845–1848 | Johan Åberg           |            | Senare komminister i Umeå stadsförsamling.  |
| 1848–1864 | Erik Andreas Rosenius |            | Senare kyrkoherde i Överkalix församling.   |
| 1898–1913 | Johan August Klum     | 1850–1920  |                                             |

## Kyrkor
- Robertsfors kyrka